# Survivans
Survivans är en benämning som förr användes inom rikets förvaltning. Om någon fick fullmakt till en befattning "i survivans" betydde det att denne hade rätt till befattningen när den blev ledig, till exempel vid innehavarens bortgång eller pensionering. Synonymt användes "expektans".